# جنپکت
جنپکت (انگلیسی: Genpact) شرکت خدمات حرفه‌ای آمریکایی است، که در سال ۱۹۹۷ تأسیس شد.